# 任丘市
任丘市，是中华人民共和国河北省中部的一個县级市，位于沧州市西北部，华北平原核心地带，地处北京、天津、保定三角地带，北距北京151公里，东北距天津135公里，西距保定66公里，行政区域面积1012平方公里。市人民政府駐北站西路17号。
任丘地处环京津、环渤海经济圈，是国务院确定的对外开放县市之一，经济较为活跃。2014年度中国中小城市综合实力百强县市排行榜，任丘位列第50位。2018年10月，入选2018年度全国综合实力百强县市、全国绿色发展百强县市、全国科技创新百强县市、全国科技创新百强县市、全国新型城镇化质量百强县市。

## 历史
任丘境内最早有人类活动可追溯至新石器时代，境内存有一处仰韶文化遗址三各庄遗址和一处龙山文化遗址哑叭庄遗址，均为全国重点文物保护单位。
西周时期，境内有鄚国，为燕国附庸。
任丘一带有城市记载最早起于春秋战国时期，境内有鄚邑或虢邑之说，地处燕赵边界，属燕国属地或附庸。
任丘城的最初起源，据《太平寰宇记》引《三郡记》所载，“汉元始二年，巡检海使、中郎将任丘筑此城，以防海寇，即以为名”。但著名历史学家王仲荦在其著作《北周地理志》中对此说作解时，明确“前人于《寰宇记》所引邢颙《三郡记》谓属假托，已多致疑”。
任丘城最早见载于史书，源自北魏时期郦道元所著《水经注》，其时“已确有此城无疑”。
名称由来的另一种说法是，传说有一位任姓将军葬于此地，因其陵墓封土高大，故此地为任丘。
任丘城始建于西汉，北齐天保年间开始置县，后各
朝几经废置。
1944年，八路军占领任丘县。

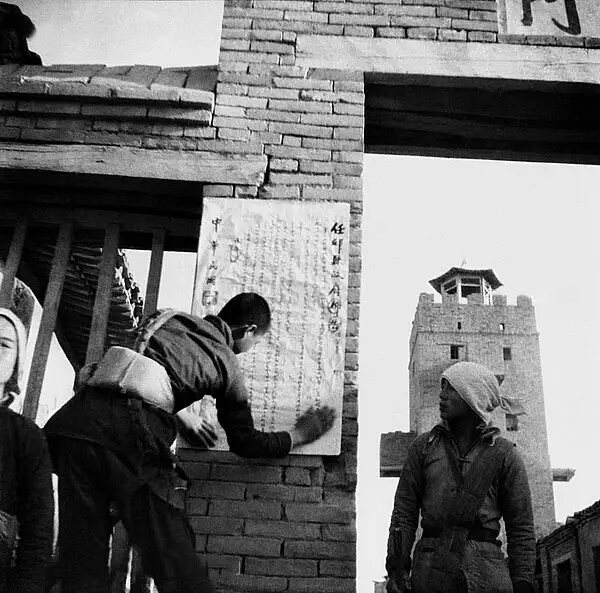
1944年，河北任丘县，八路军攻克任丘后张贴安民告示。

中华人民共和国成立后，始为县置，1986年撤县立市。
1986年3月5日，撤销任丘縣，設立任丘市（縣級）。

## 人口
根据第七次人口普查数据，截至2020年11月1日零时，任丘市常住人口为816401人。

## 地理

### 位置
任丘市地处东经115°56′—116°26′，北纬38°33′—38°57′，位于河北省中部，白洋淀东岸。东与文安县、大城县相连，南与河间市毗邻，西与安新县、高阳县交界，北与雄县接壤。市区北距北京151公里，东北距天津135公里，距石家庄市159公里，距沧州市114公里。市境东西最大距离42.5公里，南北最大距离41公里。总面积1012平方公里，其中白洋淀水域面积64.8平方公里。京九铁路纵贯全境，106国道、津保公路和开工建设的石津高速穿越市区，大广高速公路已经建成通车。国家“十三五”期间规划建设的京衡高铁已确定，并在任丘设站。全市总面积1036平方公里，总人口为89万人。“华北明珠”白洋淀位于市区西北10公里处。

### 地貌
任丘处于太行山东麓山前平原和渤海西岸滨海平原之间的河流冲积平原与湖淀淤积的平原交错地带，地势自西南向东北缓斜，海拔高度由11米（辛中驿镇培里村）降至4.5米（于村乡苏庄村），平均坡降1/5800。
任丘全境呈岗、坡、洼、淀分布的典型低平原地貌，洼地星罗棋布，狭长带状岗地穿插其间。岗地主要分布在中南部和东部，面积226平方公里，占市域面积的21.9%，所处地形部位较高，海拔多在8米以上。坡地处于岗地与洼地之间，海拔高度多在6—8米，面积452.5平方公里，占总面积的43.8%。洼地处于坡地下端，相对凹陷，季节性积水，海拔多在4.5—7.5米，面积311.26平方公里，占总面积的30.1%。北北东走向的中部和东部岗地把市境分成东、西、中三条近似平行的带状洼地，带状洼地又被次一级的小缓岗分割成若干大小不同的近藤瓜状洼地。岗洼之间相对高差为2—3米，坡降1/2000一1/3000。洼淀类主要是白洋淀，为常年积水的淀泊，占总面积的4.2%。
属暖温带大陆性季风气候，年降水量557.4毫米，年均温12.1℃。

## 行政区划
任丘市地处环京津、环渤海、环白洋淀“三环”区域，属“首都1小时经济圈”。任丘市拥有任丘经济开发区、雁翎工业园区两个省级开发区（工业园区）。
现辖7个街道办事处（含华北油田矿区3个街道办事处）、11个镇、4个乡、2个省级开发区（园区），413个行政村，华北油田矿区有3个街道办事处筹建中。
- 街道：新华路街道、西环路街道、永丰路街道、中华路街道[18]（包括华北油田管辖范围内的三个街道办事处，分别为渤海路街道、创业路街道、油建路街道[19]）
- 镇：出岸镇、石门桥镇、吕公堡镇、长丰镇、鄚州镇*、苟各庄镇*、梁召镇、辛中驿镇、麻家坞镇、议论堡镇、北辛庄镇
- 乡：、青塔乡、七间房乡*、北汉乡、于村乡
- 省级开发区（园区）：任丘经济开发区[20]、任丘市雁翎工业园区[21]
  - 鄚州镇、苟各庄镇、七间房乡属于国家级河北雄安新区，由保定市雄县代管。

### 详细信息
- 新华路街道，办事处驻新华路12号。面积25.1平方千米，人口8.72万。辖13个社区、26个行政村：新华路、光明街、花园里、梅园里、南门里、红星里、光荣里、汽车站、明珠新村、裕华东路、建设东路、东方、站前；城关一街、城关二街、城关三街、城关四街、城关五街、城关六街、北五里铺、史家胡同、八里屯、谢刘场、卢各庄、南小征、北小征、北各庄、殷边、安庄、南关、北关、东关、西关、前庄、东凉、西凉、陈场、徐庄、张桥。
- 西环路街道，办事处驻长洋淀村。面积21.6平方千米，人口2.02万。辖12个行政村：长洋淀、大于庄、小于庄、后长洋、前长洋、褚家庄、哑叭庄、南五里铺、肖楼、思贤、宋庄。
- 永丰路街道，办事处驻季家铺村。面积14.2平方千米，人口0.99万。辖12个行政村：季家铺、柿庄南、柿庄北、柿庄中、柿庄东、蒋家庄、林家庄、白鹅坟、郝家铺、荷花、永丰。
- 鄚州镇，镇政府驻鄚州村。面积58.2平方千米，人口2.50万。辖30个行政村：鄚州三铺一街、鄚州三铺二街、鄚州三铺三街、鄚州三铺四街、鄚州一铺、鄚州二铺、鄚州四铺、西七里庄、中七里庄、东七里庄、李广一、李广二、李广三、李广四、南城西、中城西、北城西、李庄子、王庄子、后塔庄、前塔庄、杨临河、庞临河、小临河、大临河、杜家营、韩家、角口、古州、城东。（现属于雄安新区）
- 出岸镇，镇政府驻出岸村。面积54平方千米，人口3.52万。辖24个行政村：出岸一、出岸二、出岸三、出岸四、袁果庄、石家营、郭家营、庄家营、陈家营、庞家营、王家坞、刘家坞、谢家坞、段家坞、赵家坞、东古贤、西古贤、东良淀、南漕口、北漕口一、北漕口二、百尺、小关。
- 长丰镇，镇政府驻长丰村。面积78.6平方千米，人口3.86万。辖32个行政村：长丰、崇村、袁庄、北庄、田口、西郝、东郝、北张、南张、金元、寇家、胡家、黄庄、柳村、高屯、孙庄、王庄、邵庄、西杨屯、中杨屯、东杨屯、阜各庄、长丰南庄、长丰东庄、蔡村邢坑、蔡村叩坑、蔡村王坑、蔡村大街、锁井吴街、锁井韩街、锁井前街、锁井后街。
- 石门桥镇，镇政府驻石门桥村。面积59.9平方千米，人口4.20万。辖32个行政村：北石门桥、南石门桥、大王果庄、东关张、西关张、北汜水、西汜水、东汜水、南于庄、尹家佐、磨盘街、庞许庄、高李庄、东辛庄、西辛庄、张家场、东王庄、檀家庄、崔家庄、付家、崔家、潘家、翟城、马家、郭家、军营、张村、拨子、安头、辛仓、史村、田村。
- 吕公堡镇，镇政府驻吕公堡村。面积51.7平方千米，人口3.64万。辖28个行政村：吕公堡南庄、吕公堡东庄、吕公堡北头、吕公堡南头、南十里庄、北十里庄、南宋、北宋、梁家、邢家、颜家、圈里、周村、张佐、陈庄、吴屯、毕村、北罗、杨村、籍屯、张庄、李家屯、宋家屯、西袁庄、南王庄、北王庄、后李花、前李花。
- 梁召镇，镇政府驻梁召村。面积73.9平方千米，人口4.01万。辖23个行政村：梁召、庄上、东段、西段、楼子、北姜、东姜、大姜、唐召、正洛、前王仙庄、西南芦张、南梁召、北丁坞、南丁坞、北芦张、南芦张、东芦张、梁各庄、辛安庄、阎家坞、梁辛庄、老各庄。
- 苟各庄镇，镇政府驻苟各庄村。面积60.3平方千米，人口2.74万。辖20个行政村：苟各庄、王各庄、东里长、西里长、万各庄、宗家佐、清河口、枣林庄一、枣林庄二、枣林庄三、大董各庄、小董各庄、小刘、大刘、马召、高召、任召、黄召、郑召、蒋庄。（现属雄安新区）
- 议论堡乡，乡政府驻议论堡村。面积74.2平方千米，人口3.38万。辖23个行政村：议论堡、阁辛庄、西南店、东庄店、东长洋、田家庄、孙家坞、野王庄、东大坞、东张各庄、陈村、程村、石村、邢村、大征、小门、三杰、守练、魏家、李家、东八、西八、三方。
- 青塔乡，乡政府驻青塔村。面积52.6平方千米，人口2.82万。辖16个行政村：青塔一、青塔二、娄堤一、娄堤二、边各庄、田各庄、半边店、陈王庄、天门口、赵各庄店、前赵各庄、后赵各庄、白洋、尚书、双塔。
- 辛中驿乡，乡政府驻辛中驿村。面积58.8平方千米，人口3.79万。辖25个行政村：南辛中驿、北辛中驿、前台基寺、后台基寺、南马辛庄、李家边、陈家边、东王团、西王团、陶家庄、刘家庄、谢家庄、惠伯口、边渡口、郭家口、南张庄、西陈庄、铁匠庄、安里店、刘保店、培里、边关、北马、南马、张施。
- 北辛庄乡，乡政府驻北辛庄村。面积50.3平方千米，人口2.87万。辖22个行政村：北辛庄、司马庄、小唐头、大唐头、东代河、南代河、北代河、邓河口、任河口、张河口、苑临河、堤东、牛村、三浒、领军、北香城铺、南香城铺、司马前庄、北姜临河、南姜临河、东李各庄、西李各庄。
- 北汉乡，乡政府驻北汉村。面积51.2平方千米，人口2.74万。辖28个行政村：北汉、约保、及庄、西吴、东吴、后桐梨、前桐梨、中桐梨、魏家庄、前解经、后解经、许家庄、后边庄、前边庄、大李庄、毕家庄、苏家庄、黄土圪、吴家圪、赵家圪、南郭庄、小李庄、赵范庄、南郎庄、西马庄、老河头、刘家铺、张老虎庄。
- 麻家坞乡，乡政府驻麻家坞村。面积72.3平方千米，人口3.83万。辖24个行政村：麻家坞一、麻家坞二、麻家坞三、北畅支一、北畅支二、北畅支三、刘家泊、齐家泊、杨各庄、孟家庄、北郎庄、东陈庄、北马庄、南马庄、南畅支、吴好庄、辛立庄、大纪庄、小纪庄、南芦庄、坞坊、尹村、留村、郭庄。
- 七间房乡，乡政府驻七间房村。面积52.2平方千米，人口2.38万。辖14个行政村：七间房、梁沟一、梁沟二、梁沟三、梁沟四、辛口子、郝各庄、三各庄、西大坞一、西大坞二、西大坞三、西大坞四、大树刘庄、三塜。（现属雄安新区）
- 于村乡，乡政府驻西于村。面积82.4平方千米，人口3.58万。辖22个行政村：西于、东于、新庄、侯圪、苏庄、军庄、西八方、东八方、前王约、后王约、张家庄、史家庄、诗坞基、便家铺、北陵城、西陵城、南陵城、东陵城、西黄垒、东黄垒、北芦庄、东王各庄。

## 经济

### 农业

#### 种植业
任丘市境内种植的粮食作物主要有小麦、玉米、大豆、谷子、高粱、水稻等；经济作物有棉花、花生、芝麻等；用材树有榆、槐、柳、杨等；果树有梨、苹果、桃、杏、枣、李子等。
2016全年农作物总播种面积92635公顷，比上年上升1.5%。其中，粮食种植面积76808公顷，比上年减少399公顷；棉花种植面积494公顷，减少212公顷；油料种植面积2907公顷，减少7公顷；蔬菜种植面积9473公顷，减少34公顷。
2016全年粮食产量45.4万吨，比上年增加1.1万吨，增产2.3%。其中，夏粮产量19.6万吨，增产1.7%，秋粮产量25.7万吨，增产2.8%。棉花产量556吨，减产24.6%；油料产量7171吨，增产6.5%；蔬菜产量49.2万吨，增产0.1%。全年肉类总产量4.4万吨，比上年下降2.0%；禽蛋产量1.7万吨，下降2.6%；水产品产量1.45万吨，下降1.4%。人工造林面积共533公顷，增长52.4%。全年新增育苗面积51公顷，比上年下降10.5%。
2016全年实现农林牧渔业总产值36.1亿元，按可比价计算，增长2.2%。其中种植业产值20.3亿元，增长1.9%，牧业产值9.15亿元，下降0.1%。林业产值0.17亿元，下降1.6%，渔业产值2.04亿元，增长4.9%，农林牧渔服务业产值4.44亿元，增长4.7%。年末拥有龙头企业36个，农产品加工基地5个，中介服务组织8个，专业市场1个，农业产业化经营率56.5%，上升2.3个百分点。
2016年末实有耕地面积61437公顷。农田有效灌溉面积40680公顷，机耕面积52608公顷，机播面积87032公顷，分别占农作物总播种面积的56.8%和94.0%。农业机械总动力64.6万千瓦，比上年下降36.4%。

### 工业和建筑业
2016年全市规模以上工业企业291家，比上年净增加4家。规模以上工业总产值完成848.8亿元，比上年下降3.7%。全年完成工业增加值337.4亿元，同比增长4.7%。其中，规模以上工业304.9亿元，增长5%，规模以下工业38.3亿元，增长2.5%。全市规模以上工业企业主营业务收入814.2亿元，下降3.6%；产品销售率98.3%，增长0.1个百分点。
2016年全部建筑业完成增加值15.4亿元，比上年增长1.9%。房屋施工面积80.1万平方米，下降4%；竣工面积51.8万平方米,下降9.1%；本年新开工面积54.8万平方米。全市资质等级以上建筑业企业41家，资质等级以上建筑业亏损11116万元，下降194.2%。

### 石化产业
中国石油天然气股份有限公司华北石化公司毗邻该市，该公司在市区东北部投资127.79亿元兴建的华北石化千万吨炼油质量升级与安全环保技术改造工程项目（简称华北石化公司千万吨炼油项目），被列入国家“石化产业调整和振兴规划”重点支持项目及河北省国民经济和社会发展“十一五”规划重点项目，该项目于2009年12月31日启动，目前已经全面投产。

### 产业园区
任丘市拥有任丘经济开发区、雁翎工业园区两个省级开发区（工业园区）。

### 旅游业
素有“北地西湖”和“华北明珠”之称的白洋淀位于市区西北10公里处，总面积366.6平方公里（任丘辖水域64.8平方公里），正常年份蓄水量达4亿立方米，是华北地区最大的天然淡水湖。淀内水产资源丰富，现有鱼类31种，盛产鲤、鲫、鳝、鳜、莲藕、芦苇等。堤外有曾被誉为“天下第一大庙”（明、清两代）的鄚州庙。白洋淀历史上曾以“白洋夜月、枣林晚渡、长堤烟柳、十里荷香、水月桃花、金沙落照”等六大名景著称于世，是国家5A级旅游景区。

### 国内生产总值
| 年份   | 全市GDP | 全省GDP  | 占全省比 重（%） | 省内县 市排名 |
| ------ | ------- | -------- | ---------------- | ------------- |
| 2011年 | 508.60  | 24515.76 | 2.07             | 3             |
| 2010年 | 409.81  | 20394.26 | 2.01             | 4             |
| 2009年 | 315.29  | 17235.48 | 1.83             | 4             |
| 2008年 | 415.53  | 16011.97 | 2.60             | 2             |
| 2007年 | 406.73  | 13607.32 | 2.99             | 1             |
| 2006年 | 364.59  | 11467.60 | 3.18             | 1             |
| 2005年 | 301.39  | 10012.11 | 3.01             | 1             |
| 2004年 | 126.70  | 8477.63  | 1.49             | 5             |
| 2003年 | 102.34  | 6921.29  | 1.48             | 5             |
| 2002年 | 84.16   | 6018.28  | 1.40             | 5             |

## 自然资源

### 水资源
任丘境内多年地表径流总量0.5亿立方米，过境客水量约0.77亿立方米，境内河流与坑塘每年可拦蓄降水0.1亿立方米，地表水资源主要靠白洋淀蓄水。汛末白洋淀蓄水量为3.926亿立方米，任丘所辖水域蓄水量0.8亿立方米，分配引用量0.4亿立方米（不含汛后不计量时的用水量），占任丘市地表水资源的80%。地下浅层淡水静储量6.9亿立方米，年平均可开采量0.938亿立方米。水资源可利用总量为1.438亿立方米。

## 古迹

### 西汉高郭侯国国都遗址
高郭侯国国都遗址是一座战国至西汉时期使用的城址，位于任丘市青塔乡后赵各庄村村北，2008年建设大广高速公路时首次被考古发掘。城址平面略成方形，东西长546米，南北宽428米。城墙为夯土筑成，墙基宽度约２米，城墙外侧有城壕一周环绕。在城址周围分布有不同功能的居住遗址、墓葬区等。2014年8月中旬，河北省文物部门在进行第二次考古发掘时，在墙体倒坍夯土中发现了战国时期的瓮棺葬以及尚待确认年代的一条南北向古道路。史料记载，西汉宣帝地节二年（公元前68年）四月，河间献王之子刘瞌被封为高郭节侯，置高郭侯国，共传四世历五侯。

### 哑叭庄龙山文化遗址
哑叭庄龙山文化遗址，距今约5000年左右，省级文物保护单位，位于任丘城西3.5公里处，当地俗称“疙瘩顶”，遗址分布范围约6万平方米。哑叭庄遗址面积较大，地势北高南低，文化层积厚0.5――2米。1989年和1990年春秋两季，河北省文物研究所同沧州地区文管所联合组队，对遗址考古发掘，共发掘面积1300平方米，发现不同时期的灰坑130个，水井7眼，共出土陶器、石器、骨器、角器、蚌器和玉器1300余件。

### 三各庄仰韶文化遗址
三各庄仰韶文化遗址，距今约6000年，省级文物保护单位，位于七间房乡三各庄村，东西长约300米，南北宽100米，面积3万平方米，文化层厚约1――2米，内涵丰富，采集的标本有彩陶，红陶、磨光陶以及骨器、石器等。该遗址尚未进行考古发掘。

### 鄚州城遗址
鄚州城遗址，位于任丘城北16.5公里，始建于东周时期，历代修建。其城池雄伟宽阔，呈纱帽形，南北长1.2公里，东西宽1.2公里，城墙为土城，宽约30米，高5米。现存南城门，当地人称“南阁”，重建于清嘉庆年间，城北部土城墙保存较好。

## 交通
大广高速京衡段、106国道贯穿市境。京九铁路贯穿全境，并设有二级站任丘站，北京局集团京九铁路车务段驻在任丘。
- 铁路：京九铁路任丘站、京雄商高速铁路任丘西站（建设中）
- 公路： 大广高速、 106国道、 381省道、 津石高速[46]
- 通用航空：任丘鄚州临时起降点（筹建中）[47]

## 文化
- 辛安庄民间音乐会，起源自明朝永乐十九年，是由管子、笙、曲笛、云锣、大镲、小镲、大鼓、小鼓、铛子等九种吹打乐器[48]共同演奏形成的一种民间古典音乐表演形式。这一表演形式分文武场，少时十六七人，多时四十人左右，具有古朴典雅、幽静舒缓、情韵悠扬、绵绵不绝等特点[49]。2006年6月6日，被列入河北省第一批非物质文化遗产名录[4]。2008年6月7日，作为冀中笙管乐的扩展项目，纳入第一批国家级非物质文化遗产名录[50]。
- 任丘大鼓，起源自明朝万历年间，受“梁红玉击鼓抗金兵“启发而孕生，以敲击大鼓为主，形成的一种独具特色的群体舞蹈艺术形式[51]。2006年6月6日，被列入河北省第一批非物质文化遗产名录[4]。每年于农历正月十三举办大鼓花会艺术节，截止2014年2月12日，已举办第十届。[52]
- 任丘竹板书